# Arrondissement Carcassonne
Arrondissement Carcassonne (fr. Arrondissement de Carcassonne) je správní územní jednotka ležící v departementu Aude a regionu Okcitánie ve Francii. Člení se dále na 187 obcí.

## Dějepis
Arrondissement existuje od r. 1800. V r. 1926 anektoval arrondissement Castelnaudary (modré na mapě).

Arrondissement Carcassonne od 1800 do 1926 (růžové)
Arrondissement Carcassonne od 1926 do 2016 (růžové)
Arrondissement Carcassonne od 2017 (růžové)